# Irving Penn
Irving Penn (Plainfield, 16 juni 1917 – New York, 7 oktober 2009) was een Amerikaans fotograaf die met name bekend werd door zijn werk in de modewereld.
Penn werkte lange tijd voor het blad Vogue. Hij maakte meer dan 150 omslagen voor het tijdschrift. In 1985 werd de Hasselblad Award aan hem toegekend.
1980 Lennart Nilsson · 1981 Ansel Adams · 1982 Henri Cartier-Bresson · 1984 Manuel Álvarez Bravo · 1985 Irving Penn · 1986 Ernst Haas · 1987 Hiroshi Hamaya · 1988 Edouard Boubat · 1989 Sebastião Salgado · 1990 William Klein · 1991 Richard Avedon · 1992 Josef Koudelka · 1993 Sune Jonsson · 1994 Susan Meiselas · 1995 Robert Häusser · 1996 Robert Frank · 1997 Christer Strömholm · 1998 William Eggleston · 1999 Cindy Sherman · 2000 Boris Mikhailov · 2001 Hiroshi Sugimoto · 2002 Jeff Wall · 2003 Malick Sidibé · 2004 Bernd en Hilla Becher · 2005 Lee Friedlander · 2006 David Goldblatt · 2007 Nan Goldin · 2008 Graciela Iturbide · 2009 Robert Adams · 2010 Sophie Calle · 2011 Walid Raad · 2012 Paul Graham · 2013 Joan Fontcuberta · 2014 Miyako Ishiuchi · 2015 Wolfgang Tillmans · 2016 Stan Douglas · 2017 Rineke Dijkstra · 2018 Oscar Muñoz · 2019 Daidō Moriyama
- Bibsys: 90568109
- Biblioteca Nacional de España: XX1188198
- Bibliothèque nationale de France: cb119190545 (data)
- CiNii: DA02795291
- Gemeinsame Normdatei: 118739891
- International Standard Name Identifier: 0000 0001 2096 0250
- KulturNav: 8c6203d6-834c-41c9-83e6-09fdce935d16
- Library of Congress Control Number: n80086580
- Nationale Bibliotheek van Letland: 000236521
- Bibliotheek van het Japanse parlement: 00472903
- Nationale Bibliotheek van Tsjechië: js20091022004
- Nationale bibliotheek van Australië: 36222507
- Nationale Bibliotheek van Israël: 987007266433305171
- Nationale Bibliotheek van Polen: a0000003744325
- Nederlandse Thesaurus van Auteursnamen: 072639202
- PIC: 4954
- RKD-Nederlands Instituut voor Kunstgeschiedenis: 217422
- LIBRIS: 327771
- SNAC: w6np9w4k
- Système universitaire de documentation: 027063887
- Trove: 1232114
- Union List of Artist Names: 500016471
- Virtual International Authority File: 44303589
- WorldCat: E39PBJtMmhB7KFkmQtJqbBfwmd